# Din Meraj
Din Meraj (* 14. August 1925) ist ein ehemaliger pakistanischer Radrennfahrer.

## Sportliche Laufbahn
Din Meraj war im Bahnradsport und im Straßenradsport aktiv. Er war Teilnehmer der Olympischen Sommerspiele 1956 in Melbourne. Das Straßenrennen beendete er nicht. In der Mannschaftswertung des Straßenrennens kam Pakistan mit Din Meraj, Shazada Muhammad Shah-Rukh, Muhammad Naqi Mallick und Saleem Farooqi nicht in die Wertung, da keiner der Fahrer das Rennen beendete. In der Mannschaftsverfolgung war Pakistan in der Qualifikation ausgeschieden.